# The Very Best of Jethro Tull
The Very Best of Jethro Tull (2001) je „greatest hits“ album skupiny Jethro Tull. Obsahuje některé z největších hitů skupiny, vydané v letech 1969 až 2001.

## Track listing
1. Living In The Past" – 3:39
2. Aqualung – 6:35
3. Sweet Dream – 4:02
4. The Whistler – 3:28
5. Bungle in The Jungle – 3:35
6. The Witch's Promise – 3:49
7. Locomotive Breath – 4:24
8. Steel Monkey – 3:36
9. Thick as a Brick – 3:00
10. Bourée – 3:44
11. To Old To Rock 'N' Roll, Too Young To Die – 3:54
12. Life Is A Long Song– 3:16
13. Songs From The Wood – 4:51
14. A New Day Yesterday – 4:08
15. Heavy Horses – 3:19
16. Broadsword and the Beast – 4:59
17. Roots To Branches – 5:11
18. A Song For Jeffrey – 3:17
19. Minstrel In the Gallery – 3:49
20. Cheerio – 1:10